# 莊拿芬·杜格拉斯
莊拿芬·杜格拉斯（英語：Jonathan Douglas，1981年11月22日—）是一名愛爾蘭足球運動員，現時效力英冠球會賓福特。

## 生平
杜格拉斯在加入布力般流浪之前曾經試訓蘇超球會些路迪。而杜格拉斯代表布力般流浪的第一場比賽就是2000年10月3日在聯賽盃對韋斯咸。然而2001年十字韌帶受傷阻礙了杜格拉斯，在受了很長一段時間的傷痛過後，杜格拉斯於2002年初復出。
在2003年3月，杜格拉斯被租借到車士打菲特6週，在此期間杜格拉斯打了7場比賽，然後又被租借到黑池3個月，在那裡，杜格拉斯的表現搶眼，出場16場聯賽並且打入3球。
無論如何，當布力般流浪在聯賽裡苦苦掙扎時杜格拉斯回歸球隊了，並且發現自己進入了一線陣容裡閃光的角色。杜格拉斯在布力般流浪的第一粒進球來得非常是時候，最終幫助球隊4-3戰勝富咸。後來杜格拉斯又贏得了國際比賽機會，在2004年4月28日代表愛爾蘭迎擊波蘭。
2005年8月19日，杜格拉斯被長期租借給列斯聯一年。杜格拉斯在上半賽季就給人留下深刻印象，超過40場的比賽上陣並且打進5球。這些表現足以打動主教練奇雲·布力維爾將杜格拉斯永久買下。2006年8月31日，杜格拉斯正式轉會到列斯聯並且與球隊簽下3年合同，轉會費未透露。杜格拉斯加盟列斯聯後，深得當時列斯聯領隊丹尼斯·韋斯信賴，多次出任正選位置，當前隊長奇雲·尼高斯轉會至盧頓後，杜格拉斯成為新隊長，但不久後，列斯聯苦苦掙扎後，最終在當季降落英甲，杜格拉斯轉會的傳聞滿天飛，尤其是杜格拉斯與丹尼斯·韋斯的衝突。幸好杜格拉斯最終留下來，更成為球隊降落英甲後，成為不可或缺的球員，在2007年10月28日對米禾爾的賽事中打進了兩球，助球隊以4-2擊敗對手，不久後，杜格拉斯在對華素爾的賽事期間受傷，最終令他缺陣很久的時間。
2009年5月22日，杜格拉斯與隊友大衛·盧卡斯雙雙被球會所放棄。7月10日杜格拉斯以自由身加盟史雲頓。2010年7月16日杜格拉斯獲委擔任史雲頓的隊長。
2011年史雲頓降班英乙後，杜格拉斯於6月29日以自由身免費轉投賓福特，簽約兩年。

## 外部連結
- 足球数据库：莊拿芬·杜格拉斯的球员统计数据